# Аякс (Локрида)
Вижте пояснителната страница за други значения на Аякс.
Аякс (на гръцки: Αἴας, Αἰακός, Αἴακος) в древногръцката митология е син на Оилей, царя на Локрида, и Ериопа. Наричан е малкия Аякс, за да се разграничи от другия Аякс, сина на Теламон, защото бил по-слаб и нисък от своя съименник. Предводител е на опълчение (40 души) от Локрида в Троянската война. Бил изкусен копиехвъргач, прекрасен бегач, сравним само с най-бързия и най-силния от гърците, а това е именно великия Ахил. Известен е със своя буен нрав.
След превземането на Троя Аякс изнасилил Касандра, търсеща убежище в храма на Атина. По съвет на Одисей, за това светотатство ахейците решили да го убият с камъни, но Аякс намерил убежище в храм. При връщането на флотата от Троя разгневената Атина пратила буря върху кораба му и той се разбил, но самият Аякс се хванал за една скала и се похвалил, че е жив въпреки волята на боговете. Тогава Посейдон разцепил с тризъбеца си скалата и Аякс се удавил. Тялото му било погребано на о. Миконос.